# 阿莱奇冰川
阿莱奇冰川（德語：Aletschgletscher；德語發音：[ˈalɛtʃˌɡlɛtʃɐ]）位于瑞士南部，是阿尔卑斯山最大的冰川，从僧侶峰的南面一直延伸到上罗讷河谷，面积超过120平方公里。阿莱奇峰位于其西面，罗讷河在山峰的南侧流淌。

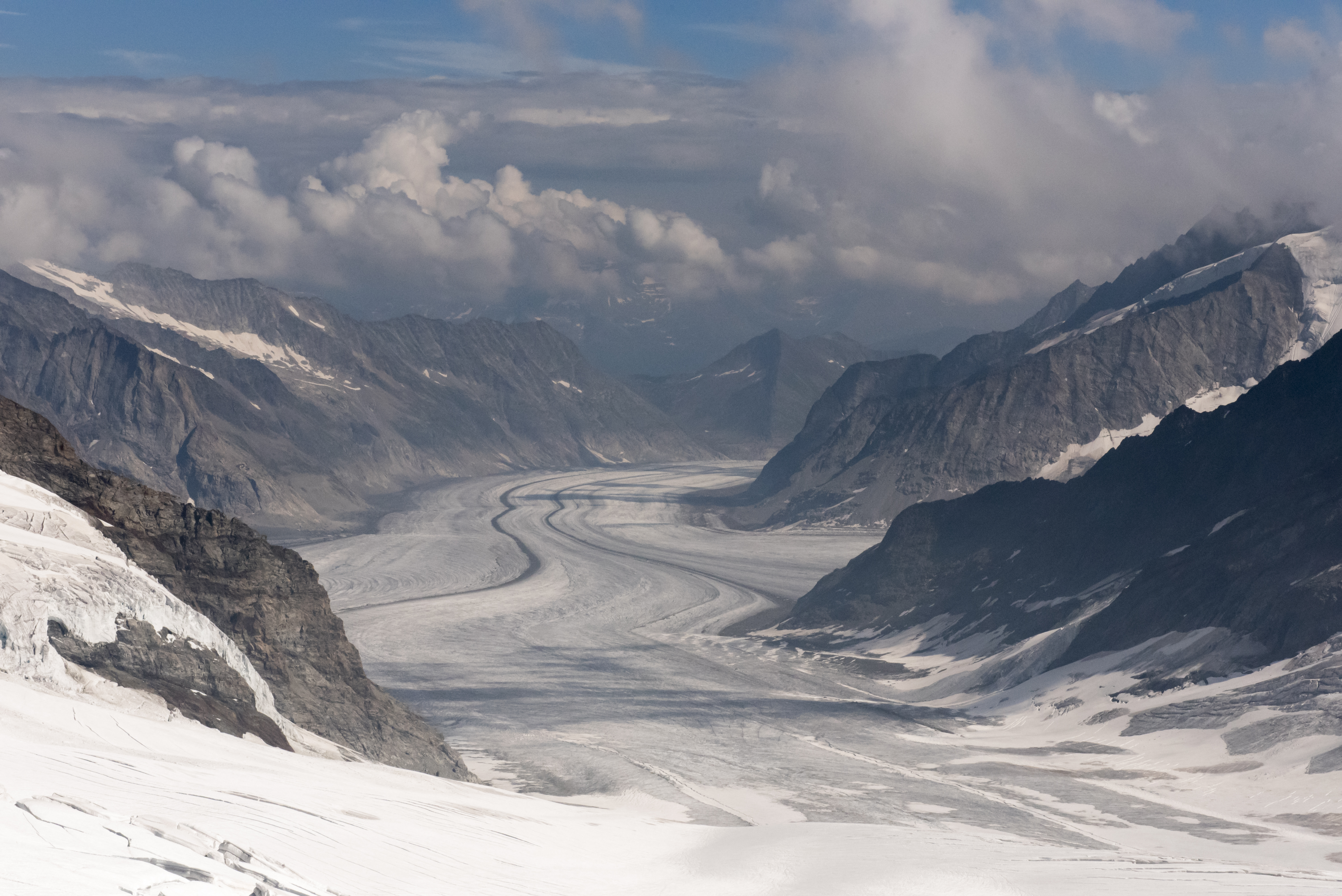
从顶端俯视阿莱奇冰川

## 全景图

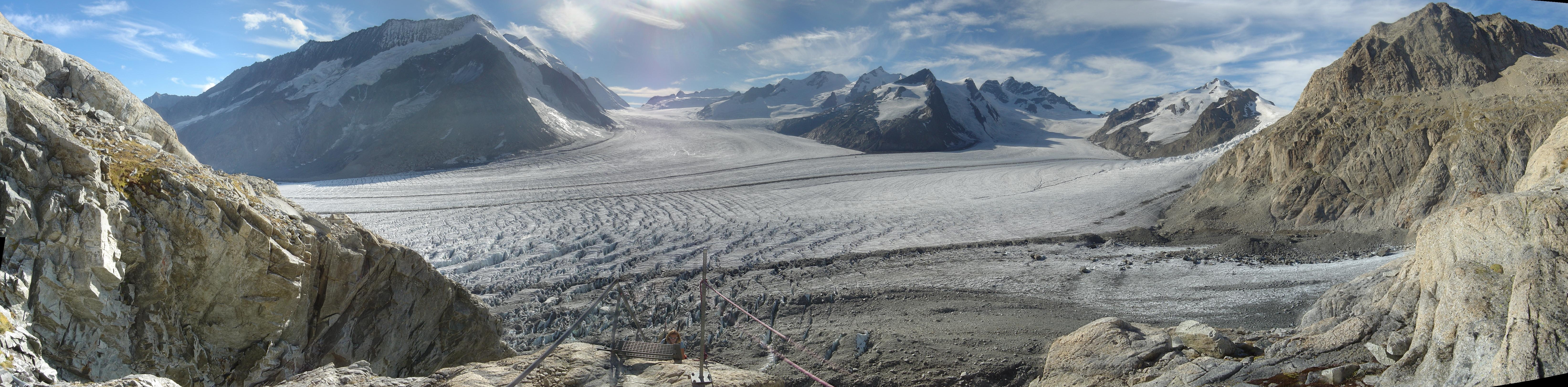

## 全球变暖的影响

从1990年与2000年的卫星图比较显示冰川已经开始消融

2005至2006年间，阿莱奇冰川消融了100米。科学家们预测，到2100年，全球气温将升高2-4.5摄氏度，整个阿尔卑斯山脉将发生巨大变化，只有海拔4000米以上的冰川才能幸存下来。
2007年8月18日，为了引起公众对全球变暖和冰川消融的的关注，摄影师斯潘塞·图尼克在阿莱奇冰川组织了600多人的裸体摄影活动。